# بروس جيلي
بروس جيلي (21 يوليو 1966) أستاذ العلوم السياسية بجامعة ولاية بورتلاند. حصل جيلي على شهرة دولية ولكن أيضًا عاصفة من الانتقادات بسبب مقالته المثير للجدل "The Case for Colonialism" الذي نشر في طبعة على الإنترنت من المجلة العلمية The Third World Quarterly في عام 2017. استقال خمسة عشر عضوا من مجلس إدارة المجلة بسبب مقال جيلي.

## مسار مهني مسار وظيفي
حصل جيلي على بكالوريوس الآداب في الاقتصاد والعلاقات الدولية من جامعة تورنتو عام 1988. من عام 1989 إلى عام 1991 كان باحثًا في الكومنولث في جامعة أكسفورد ، حيث حصل على درجة الماجستير في الفلسفة في الاقتصاد عام 1991.
من عام 1992 إلى عام 2002 ، عمل كصحفي في هونغ كونغ ، حيث كتب لصحيفة "Eastern Express" ثم لمجلة "Far Eastern Economic Review". حيث كشف عن نقل غير قانوني للتكنولوجيا من قبل أستاذ في جامعة ستانفورد إلى الجيش الصيني.
جيلي كان باحثًا في وودرو ويلسون بجامعة برينستون من عام 2004 إلى عام 2006 ، وحصل منها على درجة الدكتوراه في السياسة عام 2007. 

### قضية الاستعمار
نُشر مقال جيلي بعنوان "قضية الاستعمار" في عام 2017 في نسخة مسبقة عبر الإنترنت من مجلة العالم الثالث الربع سنوية ، ضد توصية المراجعين. وفقًا لجيلي ، كان الاستعمار مفيدًا من الناحية الموضوعية (فاقت مزاياه عيوبه) وشرعيًا ذاتيًا (تم قبوله من قبل شرائح كبيرة من السكان المحليين). وبالتالي ، يدعو المؤلف إلى إحياء الاستعمار.  كانت المقالة مثيرة للجدل سواء بسبب حجتها أو لسحبها اللاحق ، وأدت إلى نقاش حول المعايير الأكاديمية و " مراجعة الأقران ".   استقال خمسة عشر عضوا من أعضاء مجلس إدارة المجلة الأكاديمية بسبب هذه القضية. تم سحب المقال في النهاية بموافقة جيلي وأعيد نشره في أبريل 2018 في المجلة المحافظة Academic Questions of the National Association of Scholars. عندما سئل عما إذا كان من الأخلاقي نشر مقال يدعو إلى الإبادة الجماعية ، قال جيلي: " أعتقد أن الجميع سيوافقون ،" الإبادة الجماعية خطأ أخلاقي " ، لكنه لا يعتقد أن الاستعمار خطأ أخلاقي. في ربيع عام 2022 ، رد جيلي على العديد من منتقديه في مقال ثان بعنوان "حالة الاستعمار: رد على منتقدي". 

## منشورات الاختيار
- النمر على حافة الهاوية: جيانغ زيمين والنخبة الجديدة في الصين . مطبعة جامعة كاليفورنيا ، 1998. (ردمك 0520213955)
- المتمردون النموذجيون: صعود وسقوط أغنى قرية في الصين . مطبعة جامعة كاليفورنيا ، 2001. (ردمك 978-0520225329)
- حكام الصين الجدد: الملفات السرية . نيويورك ريفيو أوف بوكس ، نيويورك ، 2003. (مع أندرو ناثان) (ردمك 978-1590170465)
- مستقبل الصين الديمقراطي: كيف سيحدث وأين سيقود . مطبعة جامعة كولومبيا ، 2004. (ردمك 978-0231130844)
- الحق في الحكم: كيف تكسب الدول وتفقد الشرعية . مطبعة جامعة كولومبيا ، 2009. (ردمك 978-0231138727)
- طبيعة السياسة الآسيوية . مطبعة جامعة كامبريدج ، 2014. (ردمك 978-0521761710)
- الإمبريالية الأخيرة: الدفاع الملحمي للسير آلان بيرنز عن الإمبراطورية البريطانية . بوابة ريجنري ، 2021. (ردمك 978-1684512171)
- دفاعًا عن الاستعمار الألماني: وكيف قام منتقدوه بتمكين النازيين والشيوعيين وأعداء الغرب . بوابة ريجنري ، 2022. (ردمك 978-1684512379)

### مقالات
- "ضد مفهوم الصراع العرقي" ، فصلية العالم الثالث . 25 (6): 1155-1166. دوى: 10.1080 / 0143659042000256959. مؤرشفة من الأصلي في 20 يناير 2018.
- "The Case for Colonialism"، Third World Quarterly ، 2017. ( أعيد نشره في قسم الأسئلة الأكاديمية ، يونيو 2018 ، المجلد 31 ، العدد 2 ، ص. 167–185.
- "The Case for Colonialism: A Response to My Critics" ، أسئلة أكاديمية ، ربيع 2022.

## روابط خارجية
- "Essays on "The case for colonialism"". Portland State University. مؤرشف من الأصل في 2022-09-05. اطلع عليه بتاريخ 2017-11-11.
- Video of lecture "The Case for Colonialism" at Texas Tech University, 2018. (text)